# ZiS-30
ZiS-30 (tiếng Nga ЗиС-30) là tên của một loại pháo tự hành hạng nhẹ được Hồng Quân Liên Xô chế tạo và sử dụng trong thế chiến II. Nó được thiết kế cấp tốc và được sản xuất bằng cách gắn một xe thiết giáp và một khẩu pháo (những loại đã có sẵn) vào với nhau. Chúng bắt đầu được đưa vào sử dụng từ năm 1941.

## Đặc điểm
ZiS-30 sử dụng một khung xe kéo pháo quân sự. Người ta đơn giản là lắp lên đó một khẩu pháo, tạo thành một pháo tự hành.
Pháo tự hành hạng nhẹ này được thiết kế trên cơ sở của việc pháo chính 57 mm ZiS-2 được gắn lên thùng xe thiết giáp kéo pháo - chở quân Komsomolets (phần ghế ngồi ở thân xe được tháo bỏ). Khung thân xe này có đặc điểm là bộ binh điều khiển khá dễ dàng. Vũ khí phụ của ZiS-30 là một khẩu súng máy 7.62-mm DT machinegun .

## Lược sử sản xuất
ZiS-30 là một trong những mẫu pháo chống tăng hiếm hoi được thiết kế ngay sau khi cuộc xâm lược của người Đức bắt đầu (năm 1941) - cuộc hành quân Barbarossa, bởi vì thời kì này quân đội Liên Xô ở trong thế bị động, vừa phải chống cự, vừa phải di tản dân cư và cả nền công nghiệp về phía bên kia của dãy núi Ural, gần như không có khả năng nghiên cứu và phát triển các loại vũ khí mới. Vào tháng 8 năm 1941, lực lượng quân đội Xô-Viết ra lệnh cho tập đoàn Grabin thiết kế và đưa vào sản xuất mẫu ZiS-30.
Việc sản xuất ZiS-30 ngừng vào năm 1943, trong khi xe kéo Komsomolets vẫn còn tiếp tục được sản xuất đến tận cuối cuộc chiến.
Trong suốt thời gian từ năm 1941-1943, có tất cả khoảng 100 chiếc được sản xuất .

## Hình ảnh

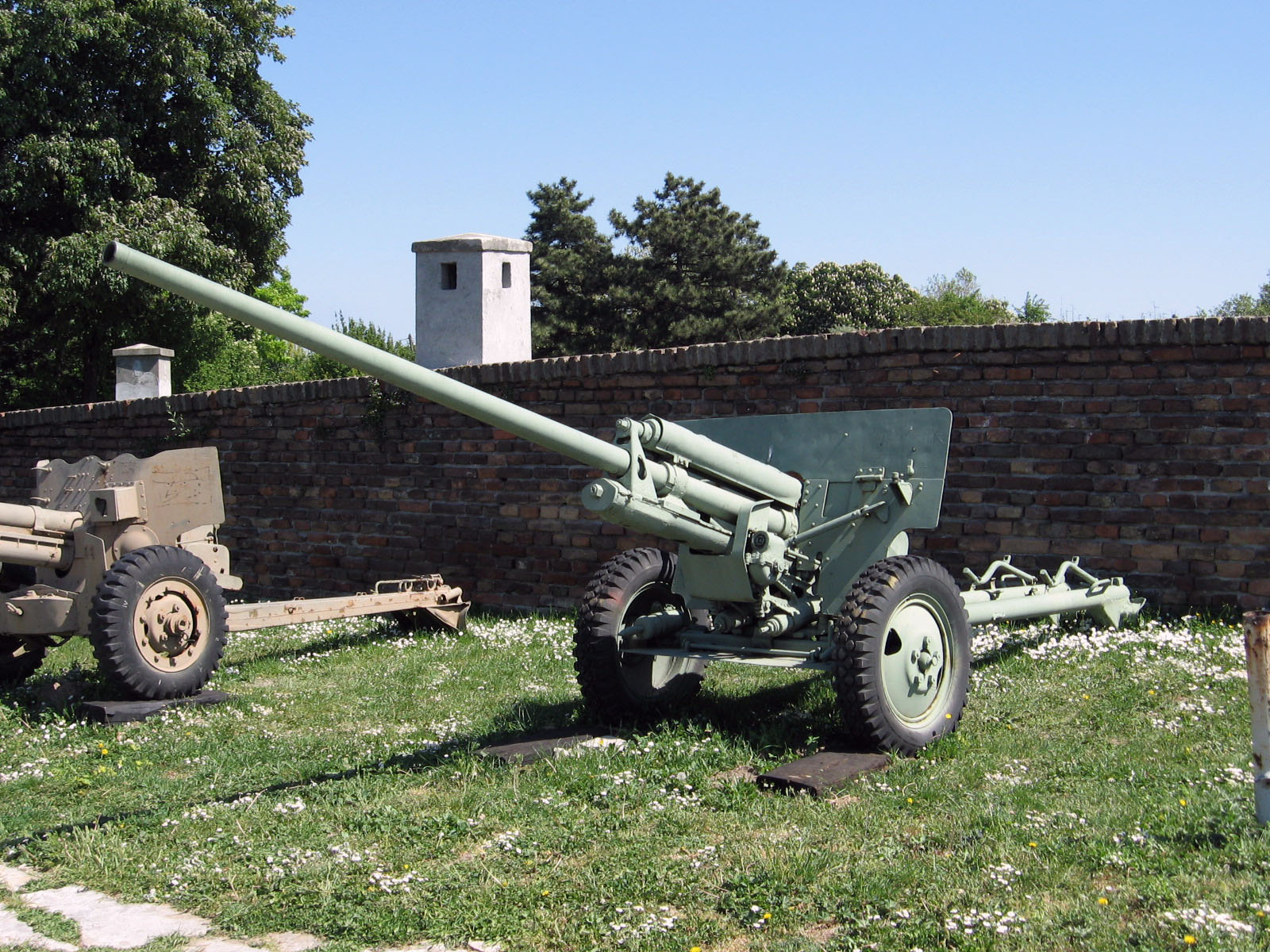
Pháo ZiS-2 57mm